# Nicole Atkins
Nicole Atkins (Neptune, 1º ottobre 1978) è una cantautrice statunitense.

## Biografia
Nata nel New Jersey, si è trasferita nella Carolina del Nord da giovane per studiare. Dopo un breve periodo trascorso in Australia, si è stabilizzata a Brooklyn, dove ha iniziato il suo percorso artistico nel mondo della musica. Il suo primo disco è stato registrato in Svezia con il produttore Tore Johansson ed è stato pubblicato nell'ottobre 2007. Nel settembre del 2008 ha pubblicato un EP di cover. Nel maggio 2009 ha iniziato a registrare con un gruppo chiamato The Black Sea ed il risultato è rappresentato dal secondo album, che ha un titolo italiano, ossia Mondo amore. Appare nell'album collaborativo Here Lies Love di David Byrne e Fatboy Slim (2010). Nel febbraio 2014 è uscito il terzo lavoro discografico dell'artista.

## Discografia

### Album studio
- 2007 - Neptune City
- 2011 - Mondo Amore
- 2014 - Slow Phaser
- 2020 - Italian Ice

### EP
- 2006 - Bleeding Diamonds
- 2008 - Nicole Atkins Digs Other People's Songs
- 2011 - ...Till Dawn
- 2014 - A Nightmare Before Summer